# Coal Center (Pensilvania)
Coal Center es un borough ubicado en el condado de Washington en el estado estadounidense de Pensilvania. En el año 2000 tenía una población de 134 habitantes y una densidad poblacional de 455 personas por km².

## Geografía
Coal Center se encuentra ubicado en las coordenadas 40°4′11″N 79°54′3″O / 40.06972, -79.90083.

## Demografía
Según la Oficina del Censo en 2000 los ingresos medios por hogar en la localidad eran de $23,125 y los ingresos medios por familia eran $28,125. Los hombres tenían unos ingresos medios de $26,250 frente a los $11,042 para las mujeres. La renta per cápita para la localidad era de $13,827. Alrededor del 28.1% de la población estaba por debajo del umbral de pobreza.